# Влакерноба

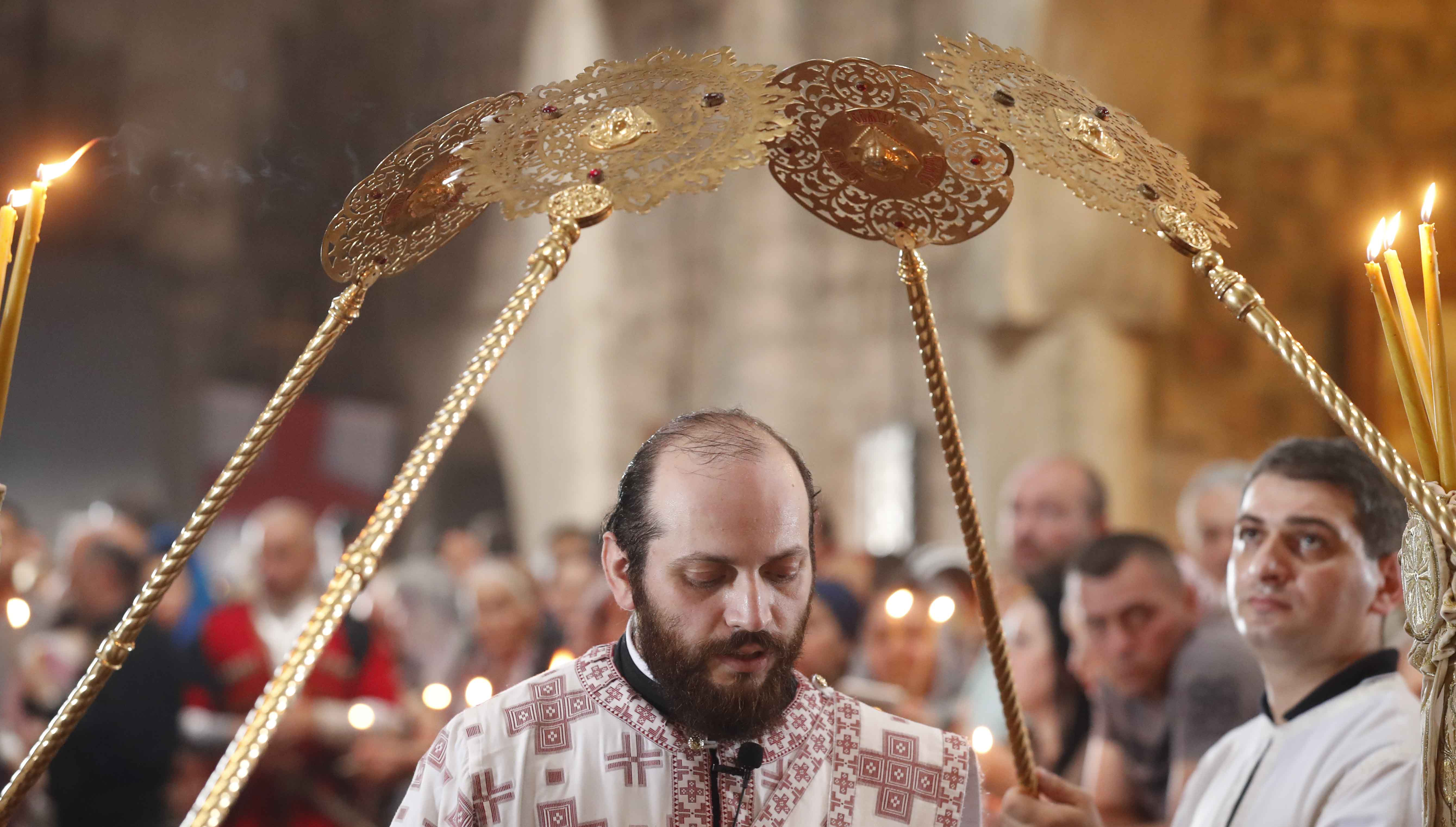
Влакерноба у храмі Іверської Богоматері у Зугдіді, 2020 рік

Влакерноба (груз. ვლაქერნობა) — грузинське церковне свято на честь ризи Богородиці у Влакерні. Відзначається щорічно 15 липня. Головне святкування проходить в місті Зугдіді в церкві Влахернської ікони Божої Матері. У 2012 році урочистість відбулася у новому храмі Іверської Богоматері.
Досі достеменно невідомо, як риза потрапила до Грузії. За однією з версій, її доставили сюди у зв'язку з іконоборством у Візантії в середині VIII століття. Згідно з іншою — ризу привезли з Єрусалиму на початку XII століття. Літопис Картліс Цховреба стверджує, що риза Пресвятої Богородиці споконвіку зберігалася в Хобському монастирі. За переказами, з нею пов'язано безліч чудес та зцілень.
У день свята з палацу князів Дадіані, що розташований в Зугдіді, виноситься плащаниця Богородиці, до якої в цей момент можуть доторкнутися віруючі. Крім ризи Богородиці, у храмі виставляють мощі святого Георгія, мощі Іоанна Хрестителя та кисть святої великомучениці Марини. Потім риза урочисто переноситься до колишньої церкви Дадіані — церкви Пресвятої Богородиці, де проводиться урочиста служба.